# Міжнародна організація виноградарства та виноробства
Міжнаро́дна організа́ція виногра́дарства та виноро́бства (фр. Organisation Internationale de la vigne et du vin; OIV) — міжурядова організація, яка займається технічними та науковими аспектами виноградарства та виноробства. Сфера OIV включає виробництво винограду для всіх цілей — не тільки вина, але також столового винограду та родзинок.
Одним із видів діяльності OIV є зведення глобальної статистики у галузі.
OIV базується у Парижі та налічує 49 країн-членів станом на 2022 рік.

## Історія
Попередниками OIV є міжнародні конференції, що проводилися у ХІХ столітті як реакція на епідемію філоксери, зокрема Конгрес п’яти країн у Монпельє, що відбувся 26-30 жовтня 1874 року. Ідея міжнародної організації виникала кілька разів протягом наступних десятиліть, і нарешті 29 листопада 1924 року вісім країн підписали угоду про створення Міжнародного винного офісу (фр. Office international du vin, OIV) у Парижі. Після цього угода була повернута країнам для ратифікації. Перше робоче засідання відбулося 3 грудня 1927 року у Салон-де-Хорлог (фр. Salon de l'Horloge). 4 вересня 1958 року назву організації було змінено на Міжнародне бюро виноградарства та виноробства (фр. Office International de la Vigne et du Vin).
Нинішня Міжнародна організація виноградарства та виноробства була створена після угоди 35 країн від 3 квітня 2001 року та замінила Міжнародне бюро виноградарства та виноробства. Ця угода набула чинності 1 січня 2004 року.

## Держави-члени
- Австралія
- Австрія
- Азербайджан
- Алжир
- Аргентина
- Бельгія
- Болгарія
- Боснія і Герцеговина
- Бразилія
- Велика Британія
- Вірменія
- Греція
- Грузія
- Ізраїль
- Індія
- Іспанія
- Італія
- Кіпр
- Ліван
- Люксембург
- Мальта
- Марокко
- Мексика
- Молдова
- Нідерланди
- Німеччина
- Нова Зеландія
- Норвегія
- ПАР
- Перу
- Північна Македонія
- Португалія
- Росія
- Румунія
- Сербія
- Словаччина
- Словенія
- Туреччина
- Угорщина
- Узбекистан
- Україна[5][7]
- Уругвай
- Франція
- Хорватія
- Чехія
- Чилі
- Чорногорія
- Швейцарія
- Швеція

Україна була активним членом Міжнародної організації виноградарства та виноробства з 1997 по 2008 рік. Як підписант Угоди від 3 квітня 2001 року, країна ратифікувала її 30 вересня 2022 року. 30 жовтня 2022 року Україна автоматично відновила членство в OIV. З 31 жовтня по 4 листопада 2022 року в Енсенаді (Нижня Каліфорнія, Мексика) відбулися 43-й Всесвітній конгрес виноградарства та виноробства і 4 листопада 20-та Генеральна асамблея, на якій офіційно оголошено про відновлення членства України в організації.

## Наукове визначення кольору вина
Міжнародна організація виноградарства та виноробства надає методи оцінки кольору вина за допомогою спектрофотометра та розрахунку індексів у просторі кольорів Lab.

## Резолюції
2013 року OIV прийняла резолюцію, яка «рекомендує отримувати та розробляти нові сорти, які мають численні локуси стійкості […], щоб знизити ризик відбору та розвитку більш агресивних штамів патогенів», особливо для мільдью та борошнистої роси.